# 訥河市
訥河市（とつが-し）は、中華人民共和国黒竜江省チチハル市に位置する県級市。

## 地理
本市の北西部から南西部にかけて流れている嫩江を境に内モンゴル自治区モリンダワ・ダウール族自治旗と行政区境となっている。北部は嫩江市、北東部は五大連池市、東部は克山県、南東部を依安県、そして南西部を富裕県・甘南県と接している。

## 歴史
清初はチチガル・メルゲン（cicigar mergen、斉斉哈爾墨爾根）副都統の管轄の下、ブトハ（butha、布特哈）総管所属の游牧区であった。1894年（光緒20年）、ブトハ総管は副都統に改編された。1906年（光緒32年）2月15日、黒竜江将軍衙門はブトハ副都統を廃止、嫩江を境界として東西両路ブトハが設置され、訥河地区を管轄するようになった。
1907年（光緒33年）12月14日、訥謨爾河（ネメル河、nemer bira）荒段巡防局が設置され、翌年4月27日より運用が開始、1910年（宣統2年）9月1日には黒竜江巡撫の奏准により訥河直隷庁が新設された。中華民国成立後は1913年1月28日に訥河県が設置された。
1945年以降は嫩江省の管轄とされたが、1949年5月に黒竜江省と統合され、1954年からは嫩江専区の管轄となった。1985年1月1日にチチハル市の管轄となり、1992年9月2日に県級市に昇格し現在に至る。

## 行政区画
下部に2街道、11鎮、3郷、1民族郷を管轄：
- 街道：雨亭街道、通江街道
- 鎮：拉哈鎮、二克浅鎮、学田鎮、竜河鎮、訥南鎮、六合鎮、長発鎮、通南鎮、同義鎮、九井鎮、老莱鎮
- 郷：孔国郷、和盛郷、同心郷
- 民族郷：興旺エヴェンキ族郷

## 交通

### 鉄道
- 中国鉄路総公司
  - 富西線

（チチハル方面）- 青水山駅（中国語版） - 団結駅（中国語版） - 拉哈駅（中国語版） - 光明駅（訥河市）（中国語版） - 六合鎮駅（中国語版） - 八方駅（中国語版） - 訥河駅（中国語版） - 恒地営駅（中国語版） - 老莱駅（中国語版） -（ジャグダチ方面）

### 道路
- 高速道路
  - 嫩泰高速道路

- 国道
  -  G111国道（中国語版）

## 健康・医療・衛生
- 訥河市中医院
- 訥河市婦幼保健院第一門診